# Rapport de mer
Le rapport de mer est le compte rendu du capitaine d'un navire à la suite d'un événement de mer (accident, panne, etc.) survenu à ce navire, aux passagers, à la cargaison et des décisions prises par le capitaine engageant sa responsabilité. Il doit être déposé au greffe du tribunal de commerce (en France) ou au consulat de France (à l'étranger) dans les 24 heures qui suivent l'arrivée au port. S'il est déposé avec affirmation (terme juridique) cela se fera en présence de deux témoins (majeurs, membres de l'équipage) qui devront également signer le rapport après en avoir eu lecture par le greffier ou le représentant consulaire.
Le rapport de mer est écrit de manière chronologique et se résume uniquement au rapport de faits. Il est reporté sur un document appelé (en France) le journal de mer.
La rédaction du rapport de mer est enseignée dans les différents cours professionnels de navigation, en lycée maritime ainsi que dans les écoles de la marine marchande. Cet enseignement est réglementé au niveau international par la convention internationale STCW de l'Organisation maritime internationale (OMI) et de façon propre à la France par des directives des Affaires maritimes.